# Trigonostoma
Trigonostoma is een geslacht van weekdieren uit de klasse van de Gastropoda (slakken).

## Soorten
- Trigonostoma antiquatum (Hinds, 1843)
- Trigonostoma bicolor (Hinds, 1843)
- Trigonostoma breve (G. B. Sowerby I, 1832)
- Trigonostoma bullatum (G. B. Sowerby I, 1832)
- Trigonostoma chui Yen, 1936
- Trigonostoma damasoi Cossignani, 2015
- Trigonostoma diamantinum Garrard, 1975
- Trigonostoma elegantulum M. Smith, 1947
- Trigonostoma gofasi Verhecken, 2007
- Trigonostoma goniostoma (G. B. Sowerby I, 1832)
- Trigonostoma iota Garrard, 1975
- Trigonostoma kilburni Petit & Harasewych, 2000
- Trigonostoma lamberti (Souverbie in Souverbie & Montrouzier, 1870)
- Trigonostoma laseroni (Iredale, 1936)
- Trigonostoma milleri Burch, 1949
- Trigonostoma mozambicense Petit & Harasewych, 2002
- Trigonostoma nitidum (A. Adams, 1855)
- Trigonostoma pygmaeum (C. B. Adams, 1852)
- Trigonostoma scala (Gmelin, 1791)
- Trigonostoma scalare (Gmelin, 1791)
- Trigonostoma semidisjunctum (Sowerby II, 1849)
- Trigonostoma tenerum (Philippi, 1848)
- Trigonostoma tessella Garrard, 1975
- Trigonostoma thysthlon Petit & Harasewych, 1987
- Trigonostoma tryblium Bouchet & Petit, 2008
- Trigonostoma tuberculosum (Sowerby I, 1832)